# Pierwotne chrześcijaństwo
Pierwotne chrześcijaństwo lub wczesne chrześcijaństwo – pierwszy okres w historii chrześcijaństwa, poprzedzający Sobór nicejski I z 325 roku.

## Geneza chrześcijaństwa

### Działalność Jezusa

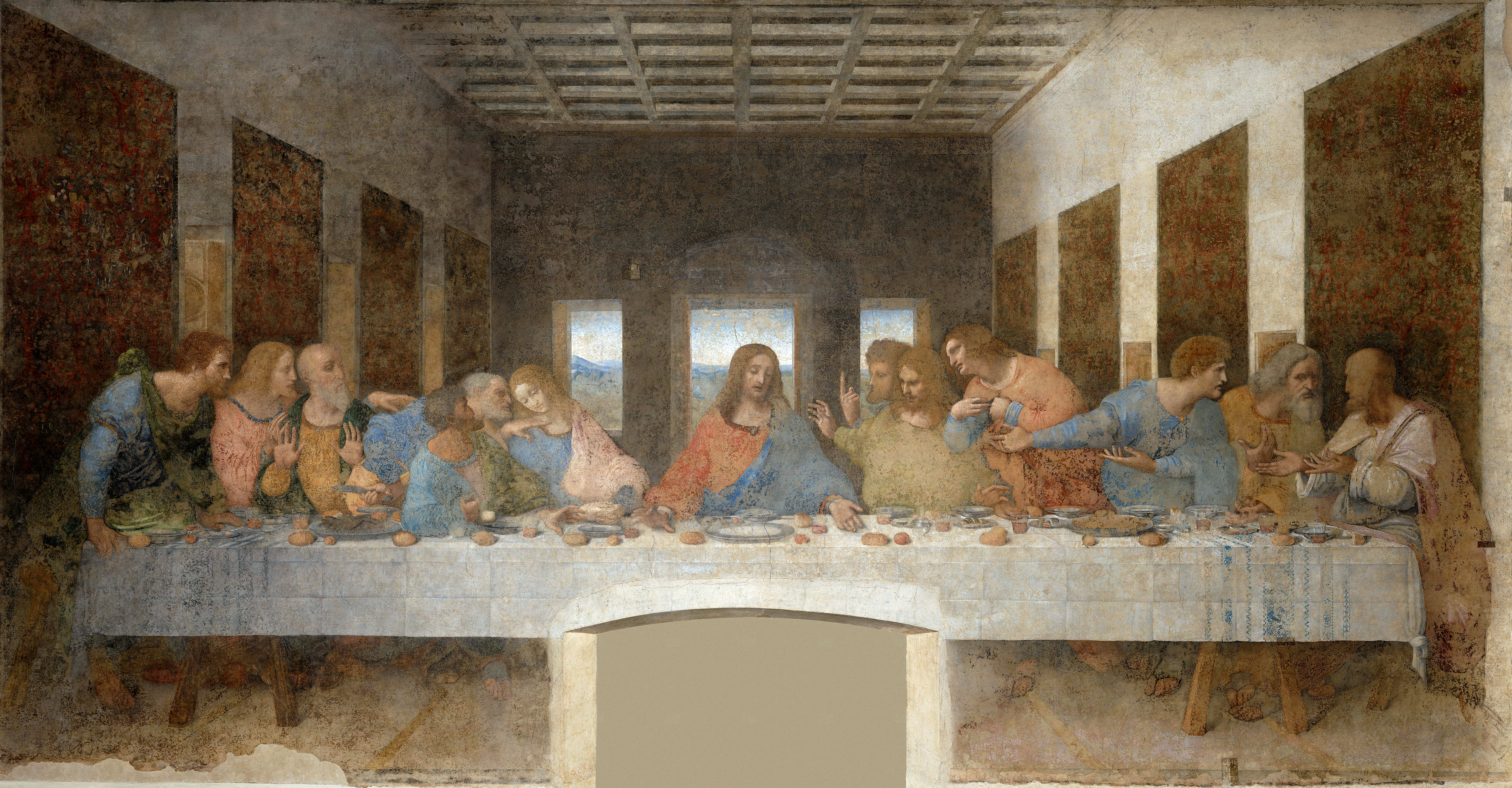
Ostatnia Wieczerza pędzla Leonarda da Vinci

Chrześcijaństwo powstało w I połowie I wieku w rzymskiej prowincji Judei wśród wyznawców judaizmu, jako wynik działalności Jezusa z Nazaretu. W okresie silnych napięć politycznych i społecznych na terenie Palestyny pojawiło się wielu charyzmatycznych nauczycieli i proroków często uważanych przez swoich uczniów za oczekiwanego mesjasza (Józef Flawiusz naliczył ich ponad 10). Jezus również występował jako wędrowny kaznodzieja i podobnie jak pozostali skupiał wokół siebie uczniów i wyznawców (wśród których wyróżnił Dwunastu apostołów). Według źródeł chrześcijańskich znał on Jana Chrzciciela. Jezus rozpoczął swą działalność publiczną około trzydziestego roku życia. Przez niewiele ponad dwa lata (zapewne ok. 28–30 n.e.) publiczne nauczał między Galileą a Judeą, zyskując wśród ludzi sławę mędrca i uzdrowiciela. Skazany na śmierć (przed 36 r. n.e.) przez rzymskiego namiestnika Judei Poncjusza Piłata, umarł w Jerozolimie, według tradycji 14 dnia Nisan (dzień poprzedzający święto Paschy).

### Działalność pierwszych uczniów

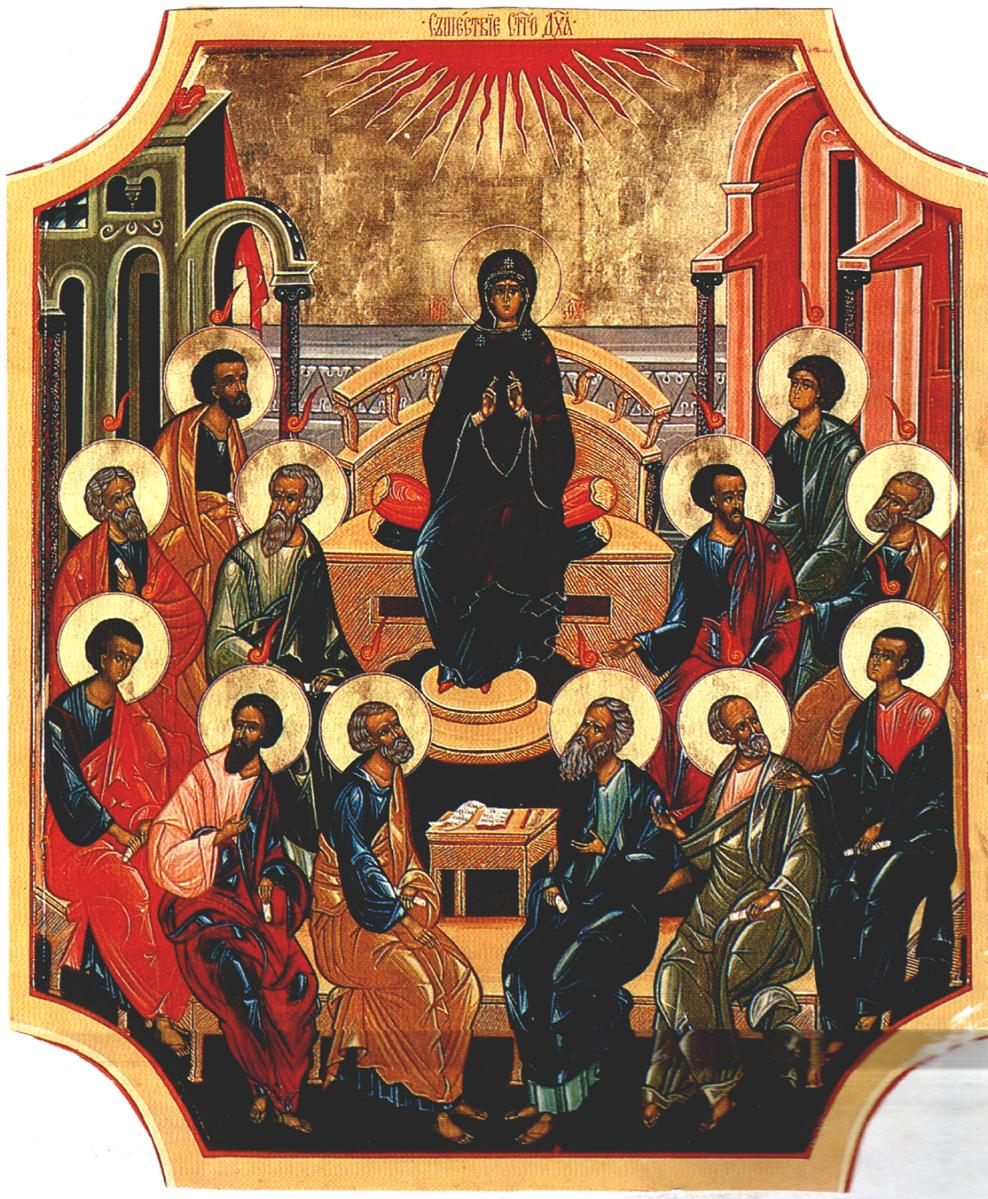
Zesłanie Ducha Świętego na Maryję i Apostołów

Uczniowie przekonali się wówczas, że Jezus nie był mesjaszem w sensie żydowskim (to znaczy wyzwolicielem Judei spod rzymskiej okupacji), lecz część z nich pod wpływem opisanego w Nowym Testamencie doświadczenia osobistego kontaktu z cudownie zmartwychwstałym Jezusem poczęła oczekiwać jego ponownego przyjścia i obiecanego udziału w zbawieniu. Zmartwychwstanie Jezusa było od początku centralną tezą wiary chrześcijańskiej i motywem działania pierwszych chrześcijan.
Zgodnie z Dziejami Apostolskimi wspólnota uzyskała umocnienie w wierze w święto Szawuot (Zielone Świątki), kiedy upłynęło 50 dni od ukazania się uczniom Jezusa. Zgodnie z biblijnym opisem na uczniów zstąpił Duch Święty w postaci widzialnych języków ognia, udzielając uczniom mocy do głoszenia Dobrej Nowiny o zmartwychwstaniu Jezusa. Wtedy uformowała się pierwsza wspólnota chrześcijańska w Jerozolimie, zwana judeochrześcijanami. Wspólnota powstała wokół apostołów oraz matki i braci Jezusa, której początkowo przewodzili apostołowie (z Kefasem, czyli św. Piotrem na czele), a potem Jakub Brat Pański. Ważną rolę odgrywał też drugi syn Zebedeusza, Jan Ewangelista.

## Działalność świętego Pawła Apostoła

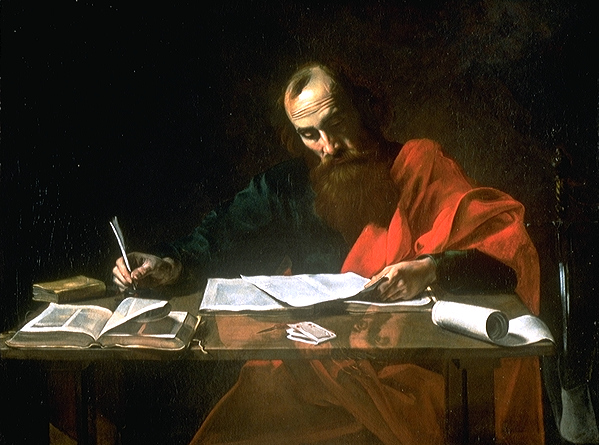
Św. Paweł

Około 36 r. n.e. do grona apostołów dołączył Szaweł z Tarsu (zwany później Pawłem), początkowo zagorzały prześladowca nowej religii, który przyczynił się do gwałtownego rozwoju chrześcijaństwa. Nowy Testament opisuje, że gwałtowna przemiana (nawrócenie), jakiej doznał Szaweł, dokonała się na skutek spotkania ze zmartwychwstałym Jezusem w drodze do Damaszku.
Po nawróceniu Paweł przybył do Jerozolimy i tu poznał Piotra i Jakuba Brata Pańskiego, po czym rozpoczął pracę misyjną w diasporze i wśród pogan. Początkowo, w latach 37–38 działał on w Palestynie, następnie w Syrii i Cylicji. Podczas swoich podróży w latach 44-64 lub 67 założył wiele gmin chrześcijańskich, między innymi w Azji Mniejszej, Grecji, na Cyprze czy w Macedonii (Filippi). Paweł nawracał także ludzi niemających korzeni żydowskich (tzw. poganochrześcijan), co wywołało pierwsze spory z judeochrześcijanami rozstrzygnięte na soborze Jerozolimskim ok. 50 r.
Duże znaczenie dla rozprzestrzeniania się chrześcijaństwa miały poglądy teologiczne Pawła oraz określone w jego listach (które stanowią istotną część kanonu Nowego Testamentu) zasady doktrynalne i etyczne, które stały się wspólną podstawą wiary chrześcijańskiej, opartej na przewadze łaski nad uczynkami, filozoficznie pojmowanej Miłości (której wyrazem była śmierć Jezusa) nad żydowskim Prawem oraz na kulcie Jezusa Chrystusa – zbawiciela ukrzyżowanego i zmartwychwstałego.
Geza Vermes, autor książki Jezus Żyd, uważa, że gdyby nie geniusz organizacyjny Pawła, chrześcijaństwo nigdy nie rozwinęłoby się na masową skalę.

## Pierwsze wspólnoty

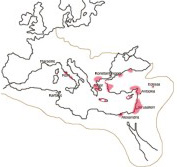
Chrześcijaństwo na terenie Cesarstwa Rzymskiego około roku 100

W roku 70, po upadku antyrzymskiego powstania, zniszczeniu Jerozolimy i rozproszeniu się Żydów, wspólnota jerozolimska uległa rozproszeniu, a dzięki temu ekspansji.

### Pierwotna wiara
Pierwsi chrześcijanie (z języka greckiego należący do Chrystusa) wywodzący się z Żydów zachowywali przepisy Tory; między innymi obrzezanie. Wszyscy na pamiątkę Jezusa praktykowali chrzest i eucharystię zwaną „łamaniem chleba”. Z późnego judaizmu zostały zaczerpnięte takie wierzenia jak: istnienie aniołów czy życie wieczne.
Pierwsi wyznawcy Jezusa praktykowali wspólnotę dóbr i nazywali siebie „świętymi”. Gromadzili się w domach.

### Ważne gminy chrześcijańskie

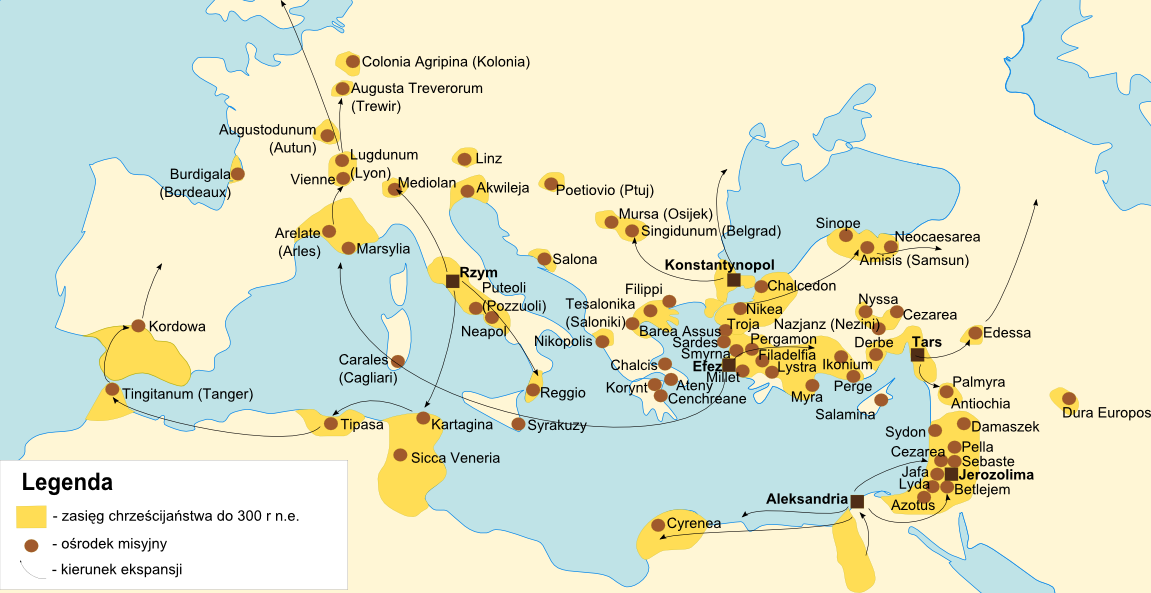
Zasięg chrześcijaństwa do roku 300 n.e.

W wyniku działalności św. Pawła, a także misyjnych podróży św. Piotra, św. Jana Ewangelisty i innych apostołów chrześcijaństwo znajdowało wyznawców poza Palestyną - w Egipcie, Azji Mniejszej, Syrii, Grecji, Italii, także w Rzymie.
Do ważnych gmin chrześcijańskich w I–II w. należały:
- Jerozolima, na której czele stał Jakub Sprawiedliwy,
- Antiochia, drugi po Jerozolimie ważny ośrodek wczesnego chrześcijaństwa. Stanowili go „poganochrześcijanie” pod przywództwem św. Pawła, podkreślając „zbawienie z wiary”[6],
- Damaszek,
- Aleksandria, skupiająca zhellenizowanych chrześcijan,
- Filippi,
- Efez,
- Ikonium,
- Korynt,
- Tesalonika,
- Laodycea,
- Bizancjum,
- Rzym.

Rozprzestrzenienie się nowej wiary było początkowo związane z istniejącą na Bliskim Wschodzie diasporą żydowską, wśród której pozyskiwano nowych wyznawców. Diaspora od dawna była silnie zhellenizowana - to właśnie z niej wywodzący się badacze Starego Testamentu, dokonali przekładu na grekę (Septuaginta), a Filon z Aleksandrii powiązał judaizm z ówczesnymi prądami filozoficznymi. Te pierwsze lata kształtowania się nowej religii zwane są „pierwotnym” lub „wczesnym chrześcijaństwem”.
Pierwsze gminy chrześcijańskie ustaliły zasadę jednoosobowego przywództwa biskupa. W kolejnych wiekach dominującą rolę wśród nich zaczęła odgrywać gmina chrześcijańska w Rzymie, określana mianem pierwszej pośród równych, co miało związek ze znaczeniem politycznym Rzymu i liczebnością tamtejszej gminy oraz faktem, że gmina ta miała być według tradycji założona przez apostołów św. Piotra i św. Pawła.

## Ojcowie Kościoła

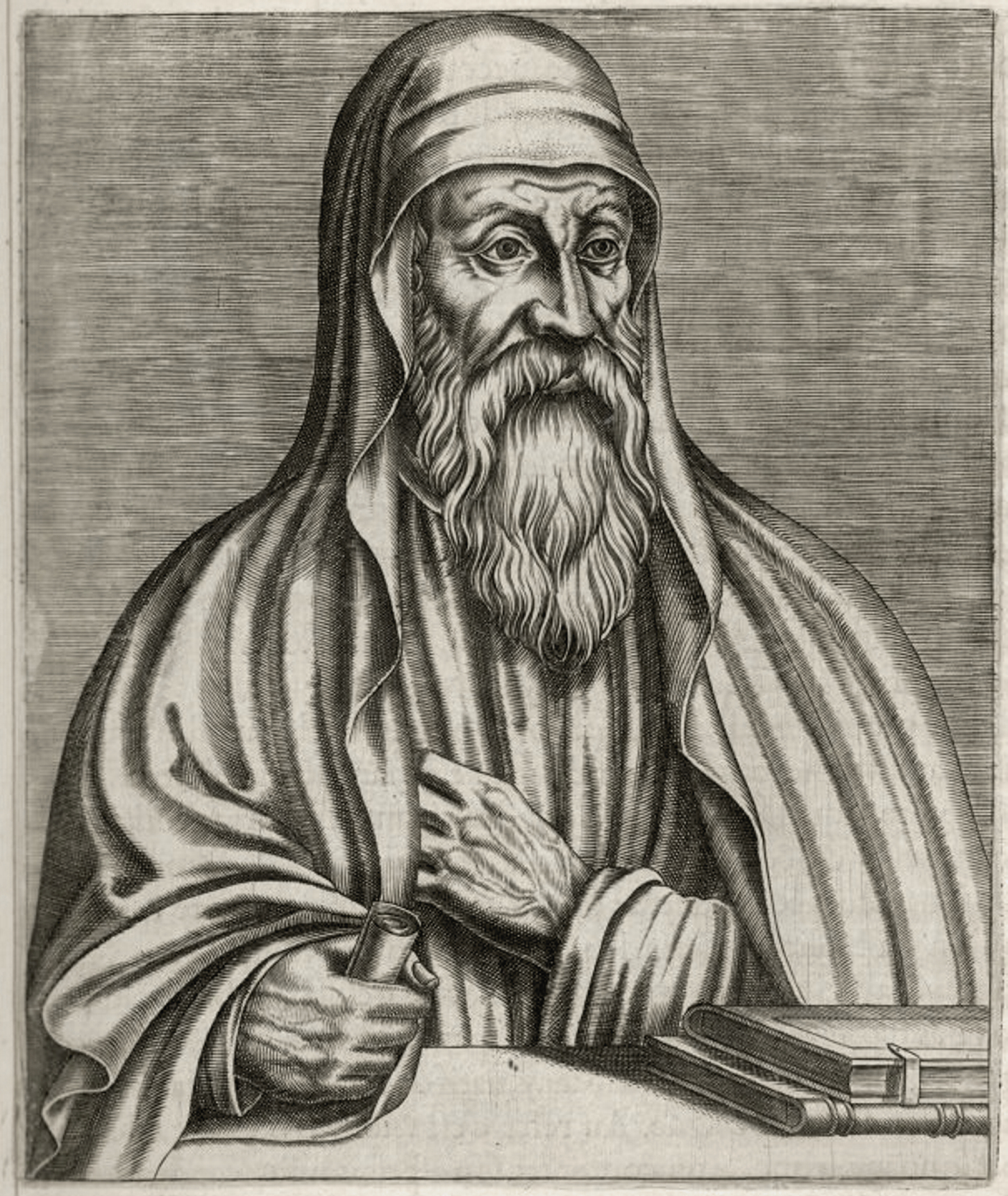
Orygenes, jeden z Ojców Kościoła

W II–III w. zaczęła się również kształtować teologia i filozofia chrześcijańska, której wyrazem były pisma Ojców Apostolskich oraz apologetyka, patrystyka (Ojcowie Kościoła i inni pisarze wczesnochrześcijańscy).

## Spory doktrynalne
Kształtowaniu się jednego Kościoła powszechnego towarzyszyły liczne herezje i rozłamy (schizmy).

### Klauzule Jakubowe
Około 50 roku w wyniku wzrastającej liczby wyznawców wywodzących się spośród Greków, Rzymian i innych ludów pogańskich, pojawił się w łonie chrześcijańskiej wspólnoty spór, w jakim stopniu prawo mojżeszowe obowiązuje nowych nieżydowskich adeptów. Według Dziejów Apostolskich (rozdz. 15) konflikt został rozwiązany poprzez tzw. Klauzule Jakubowe, zwalniające chrześcijan pogańskiego pochodzenia z konieczności obrzezania i nawołujące do niejedzenia mięsa ofiarowanego bożkom oraz unikania spożywania krwi. Judeochrześcijanie, kierowani przez Jakuba Sprawiedliwego, utrzymali jednak częściowe zachowywanie żydowskiego Prawa; z tej tradycji wywodziły się późniejsze odłamy ebionitów i nazarejczyków, którzy odcinali się od „ortodoksyjnego”, „pogańskiego” chrześcijaństwa.

### Gnostycyzm
Kierunkiem przeciwstawnym zarówno judeochrześcijaństwu, jak i chrześcijaństwu pawłowemu był gnostycyzm (I–III w.), łączący elementy chrześcijańskie z praktykami pogańskimi i filozofią grecką. Różne sekty gnostyckie przyjmowały różne wersje nauki o wyzwoleniu duszy z ciała poprzez ezoteryczną wiedzę.

### Inne spory
Ortodoksja kościelna pierwszych wieków kształtowała się w polemice z licznymi ruchami religijnymi:
- ebionitami (I–V w.)
- doketyzmem (II–III w.),
- marcjonitami (II–III w.),
- millenaryzmem (głównie II–III w.),
- manicheizmem (III–IV w.) – religią odrzucającą Stary Testament i głoszącą skrajny dualizm dobra i zła oraz materii i duszy. Manichejczykiem był przez pewien czas Augustyn z Hippony, jednak później porzucił tę religię i oficjalnie występował przeciwko jej tezom.
- nieortodoksyjnymi poglądami na Trójcę Świętą:
  - subordynacjonizmem (II–III w.),
  - monarchianizmem (II–III w.),
- nieortodoksyjnymi poglądami w sferze teorii i praktyki życia chrześcijańskiego:
  - montanizmem (II w.),
  - enkratyzmem (II w.) – czyli negacją sakramentu małżeństwa.

Wiele z tych nurtów z czasem przekształciło się w odrębne struktury kościelne, nazywane dziś starożytnymi Kościołami przedchalcedońskimi.

## Prześladowania wczesnych chrześcijan
Zebrania gmin, otaczane aurą tajemniczości, a także uchylanie się od rzymskich obrzędów religijnych, budziły podejrzliwość, a nieraz jawną wrogość władz i części społeczeństwa. Na tym tle dochodziło do wystąpień antychrześcijańskich i niekiedy odgórnych prześladowań, z których pierwsze nastąpiły za panowania Nerona (54–68). Okres ten został opisany w sposób sfabularyzowany przez Henryka Sienkiewicza w powieści Quo vadis. Polski pisarz wzorował się w swoim opisie na relacji Tacyta z dzieła Annales (XV, 44) z 64 roku. Mimo prześladowań, gminy rozwijały się, zgodnie z sentencją Tertuliana, iż krew męczenników jest nasieniem nowych chrześcijan.
Dokładna liczba męczenników wczesnochrześcijańskich nie jest znana, wielu z nich zostało upamiętnionych jako święci Kościoła katolickiego i prawosławnego.
W czasach prześladowań rzymskich niektórzy wcześni chrześcijanie uważali za niewłaściwe ukrywanie się przed zagrożeniem; uważali, że właśnie należy ujawnić się prześladowcom.

## Struktury władzy Kościoła
W okresie poapostolskim kształtowały się struktury organizacyjne głównego nurtu chrześcijaństwa. Kształtowały się też struktury władzy, które na samym początku nosiły wyraźny służebny charakter. Od przełomu I/II wieku znane były trzy struktury władzy (usługiwania) w Kościele: biskup, prezbiter, diakon.

### Patriarchaty
Tam, gdzie liczba chrześcijan była znaczna, biskupstwa przybierały tytuł patriarchatów, lub stolic apostolskich. W II i III wieku znane już były patriarchaty w 
- Antiochii (patriarcha Antiochii),
- Aleksandrii (patriarcha Aleksandrii)
- i Rzymie (papież).

Później dołączyły jeszcze patriarchaty w: 
- Konstantynopolu (381, patriarcha Konstantynopola) i
- Jerozolimie (451, patriarcha Jerozolimy),

tworząc tak zwaną Pentarchię: Aleksandria, Antiochia, Jerozolima, Konstantynopol i Rzym. Z czasem rosło znaczenie biskupów Rzymu, którzy zaczęli rościć sobie pretensje do prymatu, motywując je pierwszeństwem św. Piotra wśród apostołów i uznając Piotra za założyciela gminy chrześcijańskiej i pierwszego biskupa Rzymu.

## W stronę jednego Kościoła

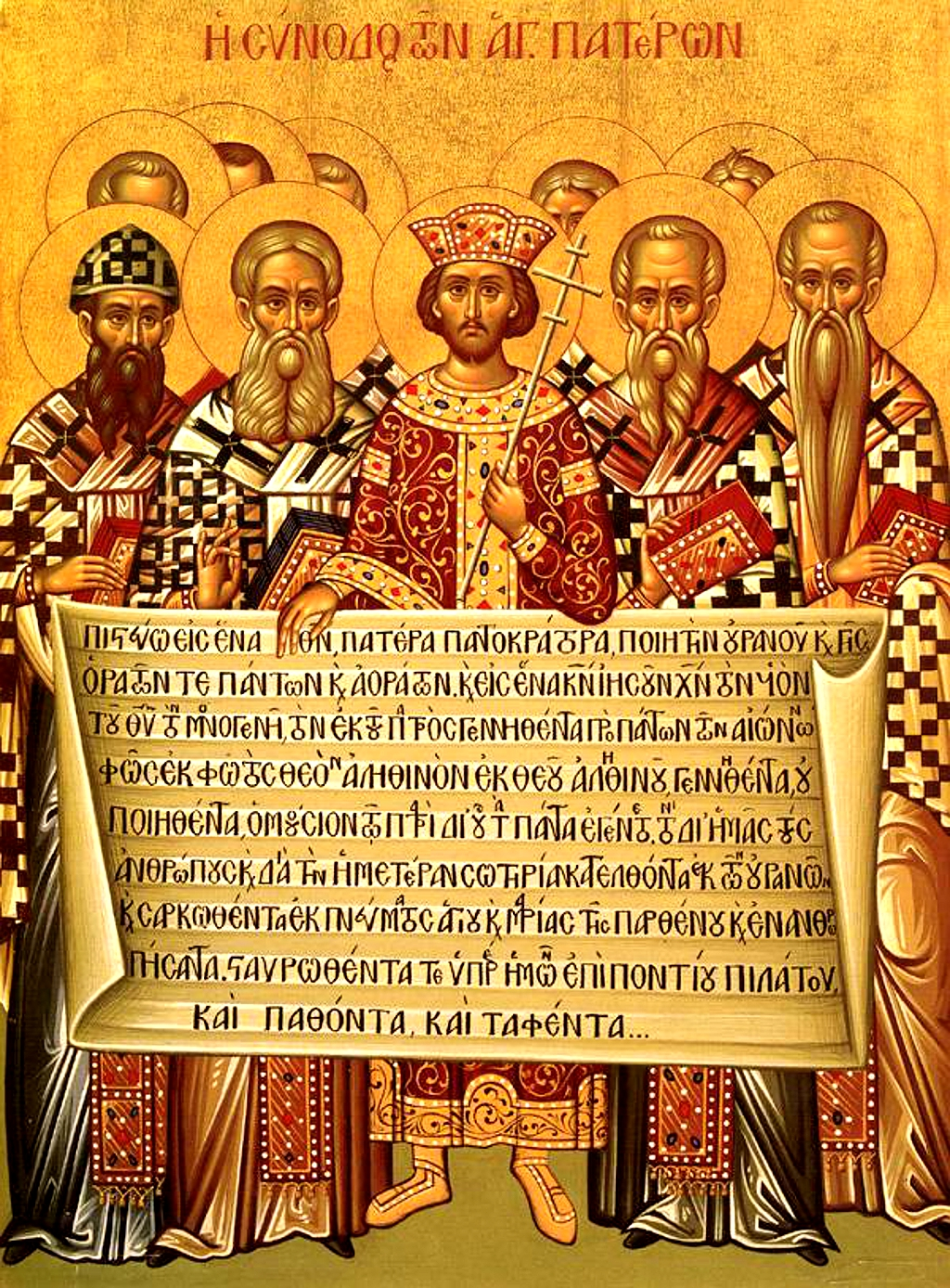
Ikona przedstawiająca Ojców Kościoła podczas soboru w Nicei (325) trzymających Nicejsko-konstantynopolitańskie wyznanie wiary (381)

Pierwotny Kościół, który traktowany był jako stronnictwo religijno-polityczne, nie był jednolity i składał się z wielu grup (Kościołów lokalnych), tzw. gmin chrześcijańskich. Jego wyznawcy mieli jednak świadomość przynależności do jednej wspólnoty: „Jeden jest Pan, jedna wiara, jeden chrzest”.
Zachowane dokumenty z tamtego okresu potwierdzają, że pomiędzy gminami istniała pewna wspólnota utrzymywana przez spotkania osobiste i korespondencję. W listach ówczesnych biskupów, m.in. Klemensa Rzymskiego, Polikarpa ze Smyrny i Ignacego z Antiochii pojawiają się pierwsze nawoływania do utrzymania jedności w wierze. W liście tego ostatniego do Kościoła w Smyrnie napisanym przed rokiem 107 n.e. po raz pierwszy znalazło się określenie „zgromadzenie katolicke”. Określenie to pojawiało się również w późniejszych tekstach Ireneusza z Lyonu (†202). Mniej więcej od II wieku n.e. mówi się już zawsze o jednym zgromadzeniu powszechnym, które składa się z wielu gmin. Wielki wpływ na utrzymanie wspólnoty miały zebrania kierowników gmin, podczas których załatwiano sprawy bieżące, zwłaszcza rozwiązywano trudności natury organizacyjnej i doktrynalnej. Nie wszystkie zebrania miały jednakowy zasięg. Dokumenty wspominają o synodach prowincjonalnych, o zebraniach biskupów z kilku prowincji i synodach powszechnych. Sobór powszechny, podobnie jak dzisiaj, uważano w tamtym czasie za najważniejszą instytucję całej Wspólnoty.

## Pisma
Początkowo nauczanie chrześcijańskie było przekazywane ustnie, ale w miarę ekspansji geograficznej powstała konieczność spisywania dokumentów. Pierwszym autorem chrześcijańskim był prawdopodobnie Paweł z Tarsu, którego listy kierowane do poszczególnych gmin, rozsypanych po całym wybrzeżu Morza Śródziemnego, zachowały się do dziś. Siedem z nich wszyscy badacze uważają za autentyczne - pochodzą one z okresu między rokiem 50 a 60. Spisywano także – z powodu odchodzenia naocznych świadków – mowy i opisy czynów Jezusa (Ewangelia). Pisma uznane później za kanoniczne zostały spisane w 2 połowie I wieku, chociaż niektóre listy są czasem datowane na początek II wieku. Proces kształtowania się kanonu trwał ponad 250 lat. W IV wieku ustalono ostateczny kanon świętych ksiąg chrześcijańskich, który otrzymał później nazwę Nowego Testamentu, i który razem z żydowskimi świętymi księgami Starego Testamentu utworzył Biblię, czyli Pismo Święte.

## Uwarunkowania ekonomiczne
Niektóre grupy pierwszych chrześcijan w czasach apostolskich „wszystko mieli wspólne”. Wspólne życie, na które się decydowali, było często naznaczone skrajnym ubóstwem. Apostoł Paweł zbierał datki na rzecz wspólnoty pierwszych chrześcijan.

## Przyczyny rozwoju chrześcijaństwa
Profesor Rodney Stark z Uniwersytetu Princeton, wymienia kilka głównych przyczyn dynamicznego rozwoju chrześcijaństwa:
1. Powszechność: była to religia otwarta dla wszystkich – ludzi każdego wyznania i narodowości.
2. Odpowiedzenie na powszechną u ludzi potrzebę spotkania z Bogiem osobowym.
3. Wprowadzenie moralności w ramach religii: monogamia, odchodzenie od niewolnictwa, zakaz zabijania. Wcześniej prawdziwą religią była filozofia.
4. Braterstwo i wzajemna troska jednych chrześcijan o drugich.
5. Świadectwo męczenników, którzy oddawali życie za to, w co wierzyli.
6. Równość godności, podniesienie roli kobiety. Apostolstwo kobiet, które nawracały często mężów i całe domy.
7. Wysoka dzietność: chrześcijanie nie zabijali dzieci.
8. Wolność, brak fatum.
9. Przyczyną zewnętrzną był obowiązujący tzw. Pax Romana: 
  - brak wojen,
  - rozwój gospodarczy,
  - ułatwiona komunikacja,
  - powszechne posługiwanie się językiem greckim na terenie Cesarstwa,
  - wspólna waluta,
  - poczucie bezpieczeństwa zapewnione przez prawo rzymskie.